# الظفير (مبين)

تعديل مصدري - تعديل

الظفير هي إحدى قرى عزلة الظفير بمديرية مبين التابعة لمحافظة حجة، بلغ تعداد سكانها 801 نسمة حسب تعداد اليمن لعام 2004.